# Relations entre le Soudan du Sud et l'Union européenne
Les relations entre le Soudan du Sud et l’Union européenne se sont intensifiées depuis l'indépendance du pays le 9 juillet 2011. L'Union cherche à établir un dialogue politique avec le Soudan du Sud et prévoit, par conséquent, d'ouvrir une délégation à Djouba lorsque les conditions seront réunies.

## Sources

## Compléments